# كازويوشي سيكي
كازويوشي سيكي (باليابانية: 関 和良) (مواليد 18 يوليو 1973)، هو لاعب كرة قدم سابق كان يلعب كمهاجم.